# Hugo Monzón Cardozo
Hugo Monzón Cardozo (1 de abril de 1941, Quebrada Honda, Tarija, Bolivia) es un músico, compositor, intérprete y educador boliviano. Es reconocido por su aporte a la música folclórica del departamento de Tarija y del país, y por ser integrante fundador del conjunto, con el rol de Los Montoneros de Méndez junto a Ciscar Gálvez y Luis Aldana, más adelante se incluiría a Nilo Soruco en esta agrupación.

## Biografía
Hugo Monzón nació en Quebrada Honda, municipio de Yunchará, departamento de Tarija. Se apunta que Monzón mostró interés por la música desde niño. Su padre, José Manuel Monzón, tocaba instrumentos como la guitarra, el charango, el acordeón, la mandolina y la quena. Sin embargo, no aprobaba la inclinación de su hijo señalando que la misma podía conducirlo a tener algún vicio. A pesar de esta oposición inicial, aprendió música de forma autodidacta, escuchando cuando alguien tocaba un instrumento en carnavales o escuchando la radio que se tenía en su hogar.
Se graduó como profesor en la escuela Normal Juan Misael Saracho de Canasmoro, combinando la docencia con la música.

## Trayectoria musical
El año 1965 Monzón fue invitado a ser parte de la agrupación Los embajadores del Guadalquivir. Con este conjunto participa en el II Festival latinoamericano de Salta, más adelante se presentaron en el segundo Festival Nacional de la canción boliviana ocupando el segundo lugar.
El año 1966 Monzón se retiró de Los embajadores del Guadalquivir para ingresar al magisterio rural. Sin embargo, en sus funciones como profesor en Yunchará se encontró con el profesor Ciscar Gálvez y Luis Aldana, acordando la conformación del trío Los arrieros para participar en el Festival Philips, practicando para ello los fines de semana una vez cumplidas sus labores como docentes. A esta formación se sumó la participación de Nilo Soruco, Vicente "Sapo" Mealla y Norma Gálvez. Con estos nuevos integrantes se presentaron tanto en la capital chapaca como en las provincias del departamento de Tarija y diferentes ciudades de Bolivia. La agrupación se caracterizó por su defensa del folclore chapaco y su compromiso con temas sociales.

## Obra musical
En las composiciones de Hugo Monzón figuran diversas temáticas relacionadas a circunstancias de su vida. Entre ellas cabe apuntar la influencia de su trabajo como profesor rural en su cercanía a las luchas sociales del país. En ese sentido, La copla del pobre es un ejemplo de este tipo de temáticas. 
Por otra parte, se resalta la importancia de la canción Morir Cantando que fue compuesta como un homenaje a su hermano Nabal Monzón, a quien se le atribuye la frase "quiero morir cantando al amanecer", en su lecho de muerte. Esta composición alcanzó notoriedad en Bolivia y Argentina, siendo interpretada por artistas como Enriqueta Ulloa, Esther Marisol y el Chaqueño Palavecino.

## Composiciones
Entre sus composiciones más reconocidas se encuentran:
- Morir Cantando
- Cuequita para mi mamá
- La colegiala
- Mirando el carnaval
- El arroyo enamorado
- Cueca de Vargas

## Reconocimientos
En abril de 2023, la Cámara de Senadores del Estado Plurinacional de Bolivia otorgó a Hugo Monzón un reconocimiento por su trayectoria musical y su contribución a la cultura del departamento de Tarija.